# Laberint (pel·lícula)
Laberint (títol original: Labyrinth) és una pel·lícula fantàstica estatunidenca de 1986 dirigida per Jim Henson. Hi ha dues notables excepcions en el repartiment, que està en la seva majoria conformat per titelles i éssers fantàstics: Jennifer Connelly (Sarah) i David Bowie (Jareth el Rei dels Goblins), que a més va escriure i va interpretar algunes de les cançons incloses en el film. La pel·lícula va comptar amb el suport i la producció executiva de George Lucas.
Moltes de les característiques i personatges en la pel·lícula estan basats en dissenys fets per Brian Froud, que ja havia col·laborat prèviament amb Jim Henson en The Dark Crystal. Cal esmentar que el fill petit de Froud, Toby Froud, interpreta Toby, el germà menor de Sarah.
Ha estat doblada al català.

## Argument
Una nit el pare i la madrastra de Sarah —una adolescent amb una imaginació desbordant— es preparen per sortir a una reunió. Per això, la jove, disconforme, ha de quedar-se a càrrec del seu mig germà Toby per cuidar-lo. La noia, enfadada per haver de bregar amb el petit que no deixa de plorar, en un arravatament demana (gairebé distretament) al Rei dels Goblins, Jareth —un personatge del seu llibre de fantasia favorit anomenat Laberint— que s'emporti al seu germà — dient les paraules: Tant de bo vinguessin els Goblins i se t'emportessin... Ara mateix. Sense preveure que donaria resultat i el seu desig es compliria, a continuació El Rei Jareth es mostra davant ella dient-li que per recuperar al seu germà té 13 hores en el transcurs de les quals ha de resoldre el seu laberint i arribar fins al seu castell, si vol evitar que Toby es converteixi en un follet.
Durant la seva aventura, el rei intentarà impedir que Sarah arribi a la seva meta, posant-la a prova amb jocs mentals, endevinalles difícils i innombrables paranys al llarg del laberint, que constantment canvia. Mentrestant, durant el seu recorregut, anirà coneixent nous amics, entre ells un nan una miqueta irritable anomenat Hoggle, un monstre llanut de nom Ludo (que té l'habilitat de comunicar-se amb les roques i pedres) i un singular i molt valent cavaller errant de llargs bigotis que es presenta com Sir Didymus i al seu costat, el seu fidel gos Ambrosius, que l'ajudaran a aconseguir el seu objectiu. Al final, una vegada que s'enfronta amb el rei per recuperar al seu germà, Sarah es trobarà davant una cruïlla en la qual ha de decidir si segueix somiant en contes de fades o acceptar la realitat que va deixant de ser una nena. Com a rerefons en aquesta pel·lícula s'aprecia que El Rei Jareth està bojament enamorat de Sarah, i que, malgrat la seva naturalesa perversa, ell realment desitja que la noia romangui al seu costat arribant fins i tot a oferir-li un món ideal per a ella a canvi de deixar-se portar per ell.

## Producció
Els creadors reconeixen influències d'obres com Alicia al País de les Meravelles (Alice's Adventures in Wonderland), El mag de Oz (The Wonderful Wizard of Oz), i alguns treballs d'il·lustradors com Maurice Sendak i Maurits Cornelis Escher.
Alguns dels titellaires que van treballar en el projecte van anar posteriorment a treballar en estudis d'animació per ordinador.

## Banda sonora
La banda sonora inclou temes instrumentals de Trevor Jones, entre els quals s'inclouen Into the Labyrinth, Sarah, Hallucination, Goblin battle, Thirteen O'Clock i Home at Last i cinc cançons de David Bowie: Magic Dance, Chilly Down, As the World Falls Down, Within You i el senzill llançat per a la pel·lícula: Underground.

## Nominacions
- BAFTA als millors efectes visuals per Roy Field, Brian Froud, George Gibbs, Tony Dunsterville